# Zynga Dallas
Zynga Dallas est une société de développement de jeux vidéo basée à Dallas au Texas. Elle est fondée en 2009 sous le nom de Bonfire Studios par des anciens de Ensemble Studios. Cette société est composée du groupe ayant travaillé sur Halo Wars.  La société est rachetée par Zynga en octobre 2010 et est renommé Zynga Dallas.